# Perry (Missouri)
Perry é uma cidade localizada no estado americano de Missouri, no Condado de Ralls.

## Demografia
Segundo o censo americano de 2000, a sua população era de 666 habitantes.
Em 2006, foi estimada uma população de 669, um aumento de 3 (0.5%).

## Geografia
De acordo com o United States Census Bureau tem uma área de
3,3 km², dos quais 3,2 km² cobertos por terra e 0,1 km² cobertos por água. Perry localiza-se a aproximadamente 220 m acima do nível do mar.

## Localidades na vizinhança
O diagrama seguinte representa as localidades num raio de 24 km ao redor de Perry.